# Euphaedra adelica
Euphaedra adelica är en fjärilsart som beskrevs av Max Bartel 1905. Euphaedra adelica ingår i släktet Euphaedra och familjen praktfjärilar. Inga underarter finns listade i Catalogue of Life.